# جاكال (لعبة فيديو)
جاكال (بالإنجليزية: Jackal)‏ ، هي لعبة فيديو من نوع أكشن، أنتجت شركة كونامي سنة 1986م على نظام آركيد، وفي عام 1988 صدرت لنظام نينتندو إنترتنمنت سيستم.

## وصلات خارجية
- Jackal guide في موقع ستراتيجي ويكي
- Jackal على موبي غيمز
- Jackal على موقع القائمة القاتلة لألعاب الفيديو
- Jackal في موقع World of Spectrum